# Олександрівська волость (Верхньодніпровський повіт)
Олександрівська волость — адміністративно-територіальна одиниця Верхньодніпровського повіту Катеринославської губернії.
Станом на 1886 рік — складалася з 7 поселень, 7 сільських громад. Населення 1711 осіб (918 осіб чоловічої статі та 793 — жіночої), 365 дворових господарств.
|                     | Площа, десятин | У тому числі орної, десятин |
| ------------------- | -------------- | --------------------------- |
| Сільських громад    | 2012           | 645                         |
| Приватної власності | 22068          | 6298                        |
| Іншої власності     | 120            | 53                          |
| Загалом             | 24200          | 6996                        |

Найбільше поселення волості:
- Олександрівка — село при річці Базавлук в 50 верстах від повітового міста, 196 осіб, 48 дворів, православна церква.